# Symplocos laxiflora
Symplocos laxiflora är en tvåhjärtbladig växtart som beskrevs av George Bentham. Symplocos laxiflora ingår i släktet Symplocos och familjen Symplocaceae. Inga underarter finns listade i Catalogue of Life.